# Underliggande
Underliggande är en matematisk term som beskriver en intern eller hierarkiskt subordinerad egenskap.
Termen kan inom mängdlära betyda att en viss egenskap utgör delar av en större mängd {\displaystyle M}, denna egenskap är då en underliggande mängd till {\displaystyle M}. Inom terminologi är det generellt sett en egenskap som klassificeras som inneboende eller som en del av något större. Rent grafiskt kan man se det som en representation som befinner sig under en annan representation.